# نيران أونسال
نيران أونسال (ولدت 13 أغسطس 1976 ، أزمير)، مطربة بوب تركية.

## حياتها
ولدت نيران أونسال في 13 أغسطس 1976 في أزمير، وهي الابنة الثانية لأحمد جنافى حيث انه كان مصاب بمرض التواحد، وكانت نيران أونسال محبوبة من الجميع.
وقد بدأت نيران أونسال حياتها الموسيقية في معهد الأطفال بتي ار تي بأزمير عندما تبلغ الثامنة من عمرها. وبعد ان تقدمت في دروس الموسيقى وانتقلت إلى معاهد الشباب، والمعاهد المتقدمة لسنوات طويلة، فقد عملت في راديو تي ار تي بأزمير.
وبعد ذلك فقد فازت في امتحانات معهد موسيقي الفن التركي بعد ذلك. وبعدها ب 4 شهور فقد عملت في معهد الموسيقي. ولكنها قامت باستخدام التفضيلات الموسيقية بجانب موسيقي البوب. لهذا السبب فقد انفصلت عن الراديو، وبدأت بالأعمال المسرحية في الأوركسترا. وفي نفس السنوات فقد تزوجت، وأنجبت ابنتها هاندا من هذا الزواج.
وبعدها بفترة فقد قدمت برنامج بالردايو في أزمير، وفي هذه الفترة فقد تعرفت على مفيد بيراشا مساعد استاذ قسم الجوائز بمعهد الدولة بأزمير. وقد أرادت نيران أونسال تقديم اللحن الخاص من اجل المسابقة في عرضها الرابع والتسعون، والخاص بموسيقى البوب. وكانت من بين جوائز المسابقة ألبوم أس للموسيقى. وقد قبلتها بدون تفكير، وبعدها حصلت على المركز الأول في مسابقة شو 94 عن ألبوم (مدافع الفضفاض).
وعقب نجاحها في هذه المسابقة فقد فكرت انها لم تحصل على القدر الكافى من الموسيقي، وقامت بتقديم العديد من الأعمال المسرحية بأسامى العديد من الفنانيين المشهوريين في عالم الموسيقى والفن، وبدأت بالتجارب المسرحية. وعقب أعمالها لمدة ثمانى شهور، فق أصدرت ألبومها الأول في 13 أغسطس 1996. وألبومها الذي كان يحمل اسم الحق، فقد بدأت بتنظيم حفلةل في البوسفور، وقامت بتوزيع التذاكر للحفلات بدون اجرة للجمهور في ميدان أورتاكوى، وقد قامت بالاحتفال بنجاحها في هذا اليوم.
وقد كان ألبومها يتكون من 12 أغنية، وقام بمساعدتها في هذا الألبوم كلا من جارو مافيان ، وسليم شلديران. وقد حمل الألبوم أيضا اسم (الحق)، وقد قامت المخرجة دنيز أكيل بأخراج كليب من هذا الألبوم. اما باقى أغانى الألبوم فقام بكتابة كلماتها وموسيقتها كلا من سيدا اكاى ، جاو مايفان ، سيدا أكاى ، سليم شلديران ، وتامر أوزكان. وقد قام فاروق نافيز شاملبيل بتلحين جزء موسيقى من هذا الألبوم ألا وهو (الأنتظار). اما الكليبات الأخرى من هذا الألبوم، فقد تم تصوير منها على الترتيب (دعوة العشق)، (الحب النقى).
وعقب صدور أول ألبوم لها فقد كثفت أونسال جهودها على الأعمال المسرحية، وقد قدمت ألحان مع متين شينتورك.
أصدرت نيران أونسال ألبومها الثانى في عام 1999 وقدمته لأول مرة على المسرح. وقد عملت في هذا الألبوم مع أتيلا اوزدمير اغلو في كلماتها وموسيقاتها وانتاجها واخراجها. وكان أول فيديو كليب تعود كلماته إلى أيسل جوريل ، وموسيقاه إلى نيرال أونسال ، وقد كانت الأغنية تسمى (البهجة معك). وقد كانت توجد العديد من الأغانى الأخرى من ألحانها مثل (قلبى ملجأى)، (في انتظار أكل النخب)، (الحلم الممنوع)، (التائب). وقد كانت أغنية التائب هي أول أغنية تقوم أونسال بكتابة كلماتها.
وقبل ذلك فقد عملت مع اتيلا اوزدمير اوغلو في عمل موسيقى بفيلم الرومان الثقيل، وقامت بتقديم أغانيها مثل (خطيئة الابرياء)، (التهريب)، وأبدت اعجابها بأغنية (الفيروز) لسيزين آكسو. وفي نفس الوقت فقد سمت ألبومها الثانى بأسم (الفيروز). وعقب ذلك في عام 1996 فقد قامت بعمل لحن وموسيقى فيلم (الصيف المجنون) مع زرين أوزير. وقد قامت بالعمل مع أيركان اوزكايا في القطعة الموسيقية المعروفة ب (استمع إلى صوت قلبك) التي تعود موسيقاه إلى نيران أونسال ، وكلماته إلى هاكى يلتشن في ألبوم باى باى لمغنى الدويتو السولو ايركان اوزكايا.

## أعمالهاالفنية

### ألبوماتها الموسيقية
الحق (13 أغسطس 1996)
-بقيت مع الأغانى (1999)
-البدورى (2004)
-النوايا الحسنة (2007)
-الأصوات والمشاهد (2009)
-الأفاز، والساز (2010)
-الأيار الخفيف (2012)
-السهم (2014)

### الفيديو كليب
-انا معجب
-عاهات الألعاب
-المضيف
-النبيذ المثالى

## وصلات خارجية
- نيران أونسال على موقع ميوزك برينز (الإنجليزية)
- نيران أونسال على موقع ديسكوغز (الإنجليزية)

* الموقع الرسمي